# Every Morning (Crash Test Dummies)
Every Morning è un singolo dei Crash Test Dummies estratto dall'album I Don't Care That You Don't Mind nel 2001.

## Tracce
1. Every Morning – 2:51

## Il video
Nel video si vede com'è una giornata tipica di Brad Roberts e dei suoi amici pescatori di aragoste a Cape Forchu, Yarmouth, Nuova Scozia.
Ellen Reid fa un breve cameo all'inizio del video.